# Günther Sigl

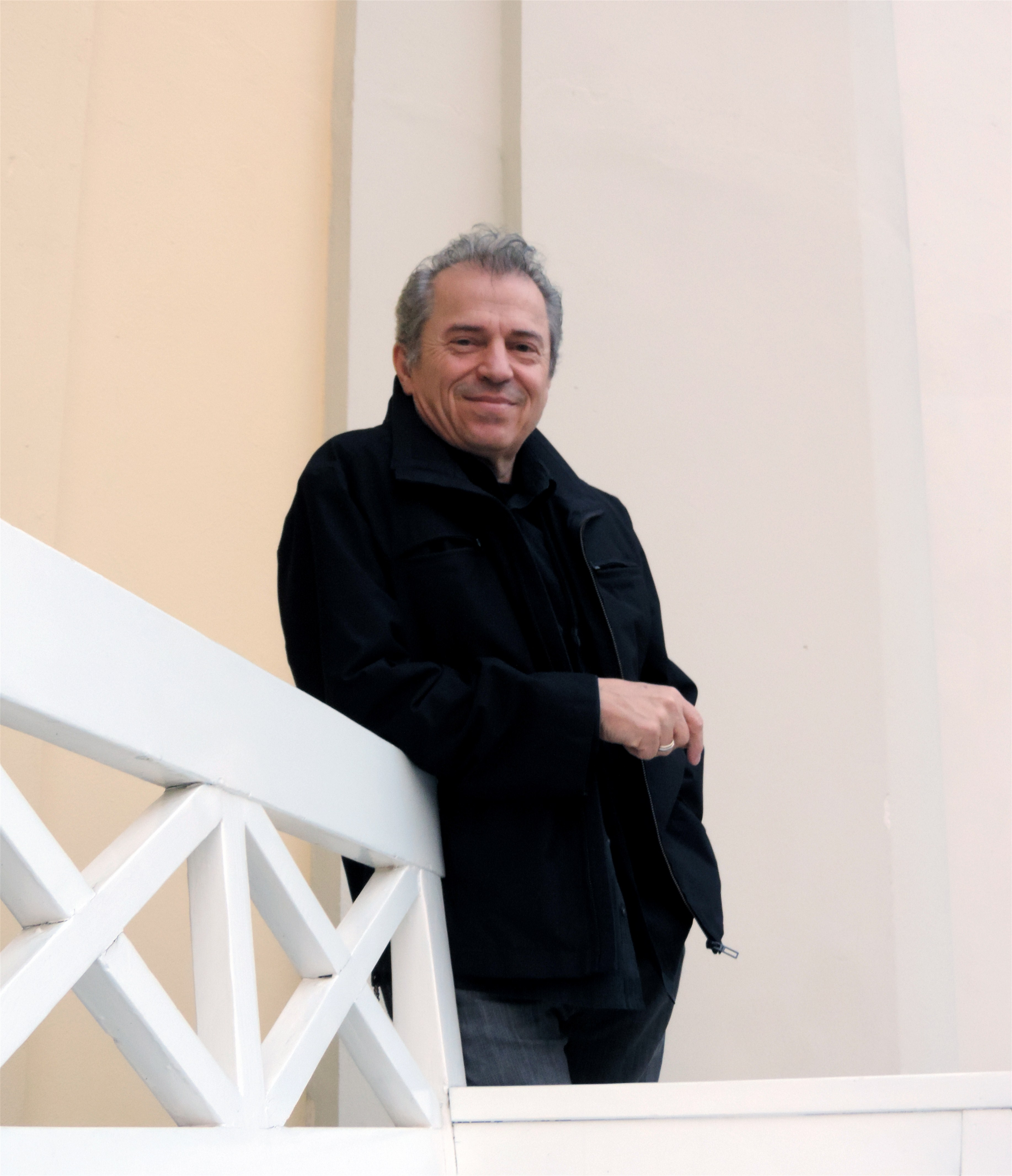
Günther Sigl (2014)

Günther Sigl (* 8. Februar 1947 in Schongau) ist ein deutscher Komponist, Texter und Musiker. Er ist Mitbegründer, Sänger und Bassist der Spider Murphy Gang.

## Leben und Karriere

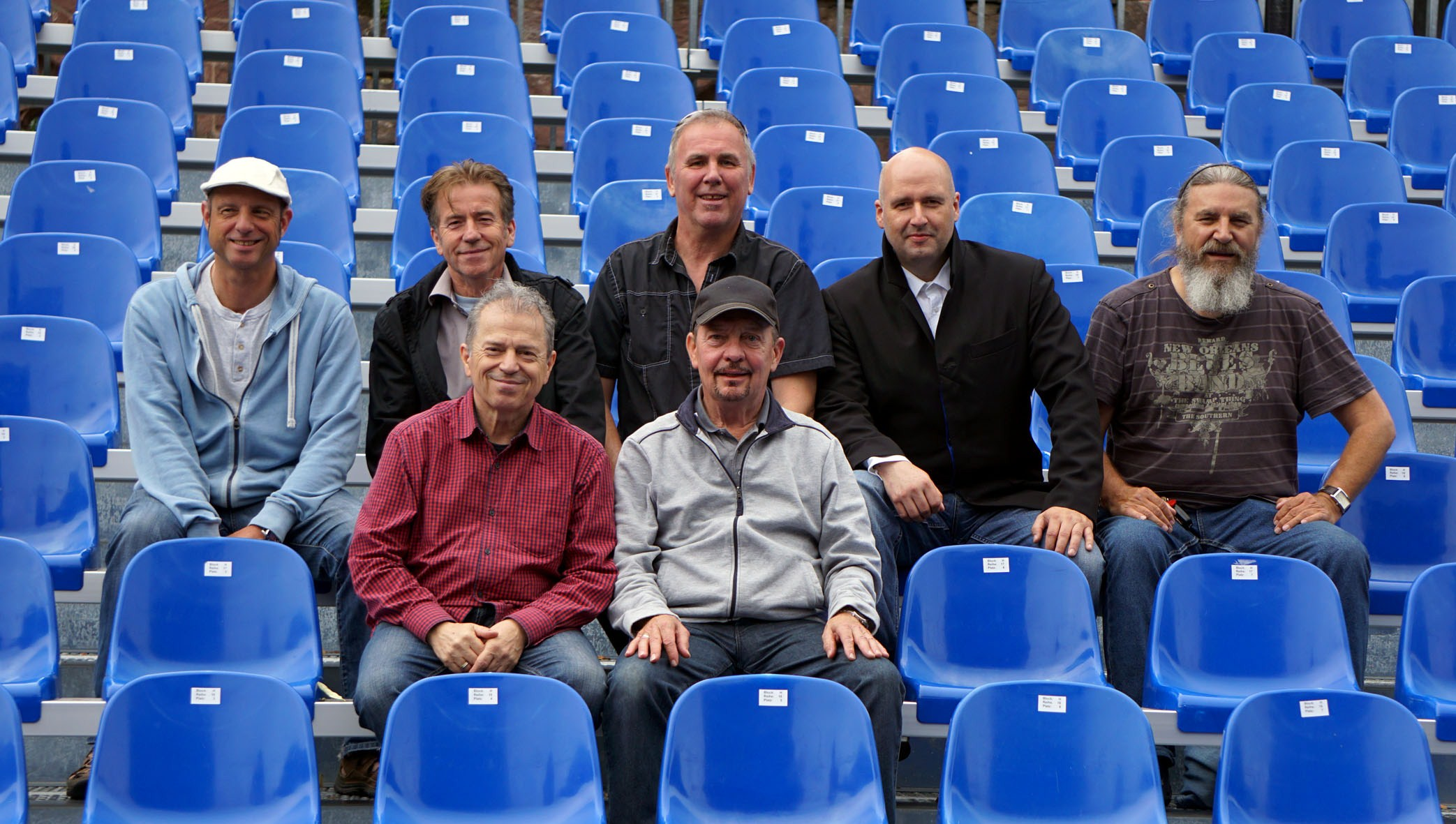
Spider Murphy Gang (2016)

Geboren wurde Günther Sigl 1947 im oberbayerischen Schongau. Mit seinen Eltern zog er zunächst nach Landsberg am Lech, dann 1958 weiter nach Karlsruhe, wo er die Handelsschule besuchte und anschließend eine Ausbildung zum Bankkaufmann machte.
Während dieser Zeit entdeckte er seine Leidenschaft für die Musik, sang und spielte Schlaggitarre in der Beatband „The Wavebreakers“ – außer Sigl in der Besetzung Günter Hirschmann (Leadgitarre), Bernd Smeterna (E-Bass, Keyboard, Akkordeon) und Ernst Dennerlein (Schlagzeug) –, mit der er u. a. im Star Club und in der Stadthalle Karlsruhe auftrat.
1968 zog er nach München und arbeitete später in der Münchner Bank.
Als er sich 1971 entschied, professioneller Musiker zu werden, kündigte er seine feste Stelle und tourte zusammen mit Fritz Haberstumpf, Barny Murphy (beide Gitarre), Willi Augustin (Keyboard) und Franz Trojan (Schlagzeug) als „Stummick“ in vielen Clubs US-amerikanischer Kasernen in Süddeutschland. Anstatt Rhythmusgitarre spielte Sigl fortan Bass.
Nach dem Ausscheiden von Haberstumpf gründeten sie 1977 zusammen mit Michael Busse die Spider Murphy Gang. 1981 schrieb Sigl den Top-Hit Skandal im Sperrbezirk. Seit der Erweiterung der Band durch den Multiinstrumentalisten Willie Duncan spielt Sigl gewöhnlich bei Unplugged-Konzerten Gitarre, Duncan hingegen Bass.
Gemeinsam mit dem Musikproduzenten Harald Steinhauer und Musikmanager Jürgen Thürnau gründete er den Münchner Mambo Musikverlag, der heute zu Sony Music gehört.
Eine Gastrolle als Schauspieler bekam Günther Sigl 1985 in der Filmkomödie Der Formel Eins-Film, in der er einen Rockstar spielte.
Als Komponist, Texter und Sänger beteiligte er sich bei verschiedenen Musikproduktionen, unter anderem 1985 bei Nicki, 1991 bei Ludwig Seuss, 2006 Hubert Treml und 2012 bei der Hip-Hop-Band Blumentopf.
In seinem Privatleben interessiert er sich für impressionistische und expressionistische Malerei.

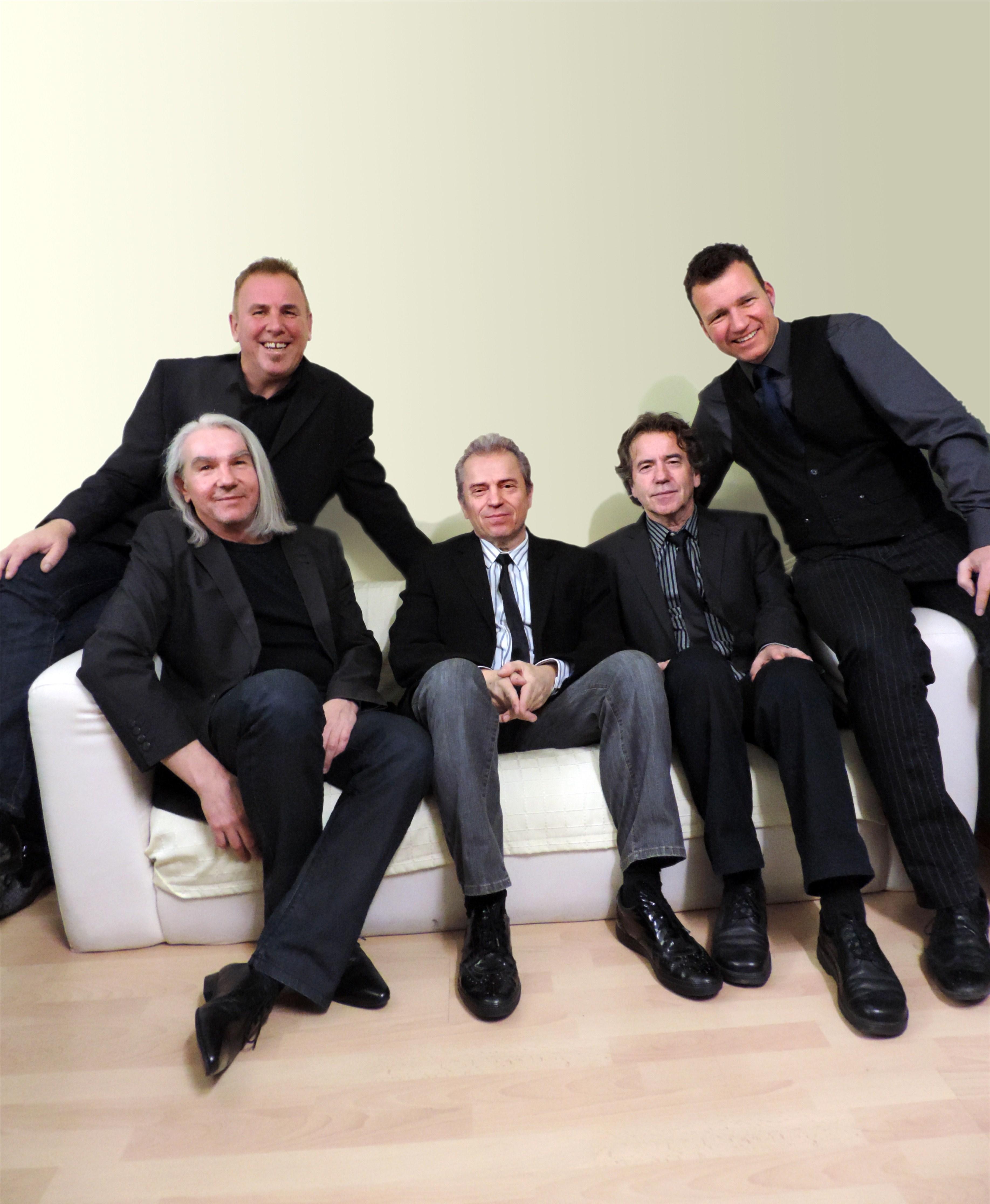
Günther Sigl & Band

## Auszeichnungen
- 2018: Kulturpreis Bayern[4]
- 2019: Bayerischer Verdienstorden

## Günther Sigl & Band
Seine erste Solo-CD „Habe die Ehre“ erschien 2010.
2025 erschien der Nachfolger „Gefühlsecht“.
Die Musik wird als „bunte Mischung aus Boogie Woogie – Western Swing – Blues – Rock’n’Roll – Ska – Chanson und alten Schlagern“ beschrieben. Neben Originalliedern werden auch Lieder der Spider Murphy Gang gespielt, u. a. Skandal im Sperrbezirk mit Mandoline, begleitet von Sigl an der Ukulele.
Günther Sigl & Band spielte u. a. im „Lustspielhaus München“, „Dehnberger Hof Theater“, „Stadttheater Landsberg“ und „NUTS Kulturfabrik Traunstein“.
Duncan spielt auch bei der Spider Murphy Gang Gitarre sowie bei Akustikkonzerten Bass, während Radig die Band ebenfalls bei Akustikkonzerten an der Percussion unterstützt. Auch Wolfgang Götz ersetzte bereits gelegentlich den Spider Murphy Gang-Keyboarder Ludwig Seuss. Lediglich Robert Gorzawsky hatte noch keine Verbindung zur Spider Murphy Gang.